# Империя Тан
Империя Тан (618—907, кит. 唐朝, Танчао) — китайская империя, основанная Ли Юанем; была одним из самых известных и длительных периодов в истории Китая.
Семья Ли (李) основала династию, захватив власть во время упадка и распада империи Суй. Династия была ненадолго прервана, когда императрица У Цзэтянь захватила трон, провозгласив империю Чжоу и став единственной законной китайской императрицей-регентшей. В двух переписях VII и VIII веков записи империи Тан оценивали численность населения по числу зарегистрированных домашних хозяйств примерно в 50 млн человек. И даже когда центральная власть была ослаблена и правительство не смогло провести точную перепись населения в IX веке, считается, что население выросло к тому времени примерно до 80 млн человек.
На эпоху Тан пришёлся расцвет культуры и искусства. Как отмечает энциклопедия Британника, в начале VIII века на пике развития Тан была «образцом для мира».

## История

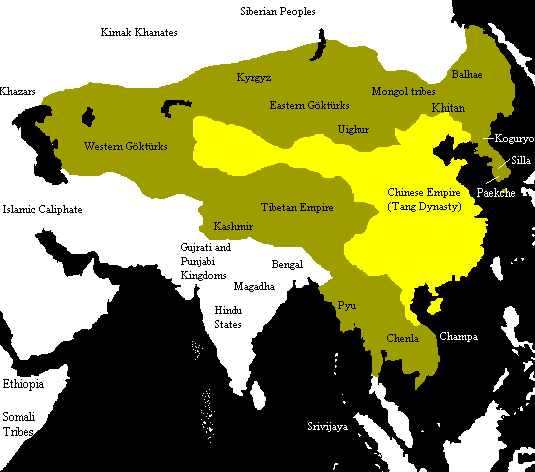
Территория Китая при династии Тан.
Сфера влияния Китая

Династия Ли была основана Ли Юанем, крупным землевладельцем родом из северного пограничья Китая, населённого народностью табгач — китаизированными потомками степняков-тоба. Ли Юань вместе со своим сыном Ли Ши-минем одержал верх в гражданской войне, поводом к которой послужила жёсткая и безрассудная политика последнего суйского императора Ян-ди («Справедливая война»), и вскоре после его смерти в 618 году взошёл на престол в Чанъани под династическим именем Гаоцзу. Впоследствии он был отстранён от власти Ли Шиминем, однако основанная им династия сохранилась и находилась у власти до 907 года с небольшим перерывом в 690—705 годах (правление императрицы У Цзэтянь, выделяемое в особую эпоху Чжоу).
Установившиеся к середине VII века территориальные пределы танского государства на западе включили бывшие территории Западно-тюркского каганата и простирались до северных склонов Тянь-Шаня восточнее современного города Урумчи. Тан контролировала протектораты в Центральной Азии — Аньси, Менхи, Куньлин и сохраняли в ленной зависимости государства Согдиану и Тохаристан на севере Афганистана. При этом в литературе также встречается мнение, ставящее под сомнение фактическую зависимость Средней Азии от империи Тан.

### Культура и экономика
Империя была периодом значительного культурного расцвета в истории Китая. Однако этот расцвет происходил в контексте сложной социальной и политической ситуации, где начальная доминирующая роль кочевых тюркских культур приводила к снижению роли ханьской культуры. В первые десятилетия династии, когда власть все еще оставалась под влиянием тюрков, ханьская культура испытывала значительное давление. С укреплением власти и акцентом на китайскую идентичность, культура начала процветать. Успех империи Тан не был дан с самого начала. Династия Тан на первых этапах находилась под сильным влиянием кочевых культур, поскольку правящая элита имела тюркские корни (происходила из табгачей). Это привело к временной маргинализации коренной китайской (ханьской) культуры, что вызывало недовольство среди большинства населения. Тюркские традиции и военные практики занимали важное место в раннем управлении Тан, а тюрки и другие кочевые народы пользовались привилегиями при дворе[страница не указана 58 дней].
Однако по мере укрепления империи и расширения её территорий опора на кочевые традиции и правящие элиты могла приводить к напряжению внутри общества. Проблемы усугублялись тем, что ханьское население, составлявшее основную часть империи, чувствовало себя культурно и социально угнетённым. Лишь с середины VII века, когда империя стабилизировалась и произошла постепенная ассимиляция правящей элиты, Тан начали отходить от кочевых традиций и возвращаться к ханьским культурным корням[страница не указана 58 дней].
Процесс китаизации власти был ускорен в период правления императора Гао-цзуна (649—683), а особенно при императрице У Цзэтянь (690—705), первой и единственной женщине на императорском троне. Она провела реформы, направленные на укрепление конфуцианских институтов и продвижение ханьской культуры, что способствовало долгосрочной стабильности. Государственная администрация, основанная на конфуцианских принципах, начала играть центральную роль в управлении, что позволило империи достичь новых высот культурного и экономического процветания[страница не указана 58 дней].
Величие династии Тан отчасти стало результатом постепенного отхода от тюркских традиций и возвращения к ханьской идентичности. Этот культурный поворот стал ключевым для укрепления страны и создания прочной основы для будущих достижений в искусстве, науке и экономике[страница не указана 58 дней].
Процветали сельское хозяйство, кустарные ремёсла и торговля. Новых успехов достигли технологии ткачества, красильного дела, гончарного производства, металлургии, кораблестроения. Вся страна покрылась сетью сухопутных и водных путей сообщения. Китай установил экономические и культурные связи с Японией, Кореей, Индией, Персией, Аравией, другими государствами при Тайцзуне.

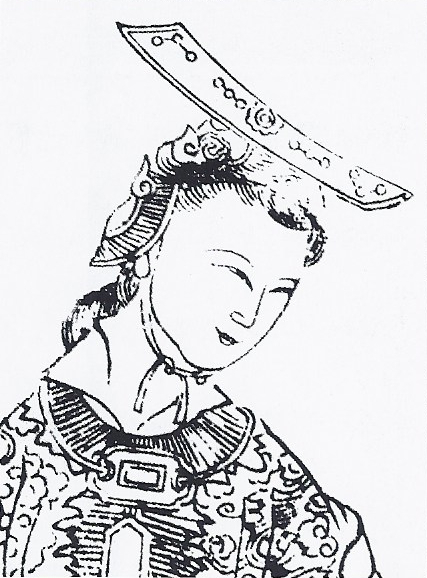
Портрет императрицы У Цзэтянь (позднейшее изображение XVII века)

Развиваются наука и техника. В 725 году н. э. мастерами И Сином и Лян Линцзанем сконструированы первые механические часы с анкерным механизмом. Распространяется пороховое оружие: сначала в виде устройств для фейерверков, ракет и «огненных змеев» на флоте, затем и в виде настоящих орудий для стрельбы снарядами.
По всей стране распространилось чаепитие. Формируется особое отношение к чаю: чайное искусство (Ча И, 茶艺), благодаря которому чай, ранее рассматривавшийся как лекарство или один из продуктов питания, превратился в важный элемент китайской культуры. Китайская классическая литература увековечила имена знаменитых мастеров чайной церемонии эпохи Тан — Лу Туна и Лу Юя.

### Правление Сюань-цзуна
Во время 44-летнего правления императора Сюань-цзуна империя Тан достигла своего расцвета, золотого века с низкой экономической инфляцией и смягчённым образом жизни для императорского двора. Рассматриваемый как прогрессивный и благожелательный правитель, Сюань-цзун даже отменил смертную казнь в 747 году; все казни должны были быть заранее одобрены самим императором (их было относительно немного, учитывая, что в 730 году было только 24 казни). Сюаньцзун склонился перед консенсусом своих министров по политическим решениям и приложил усилия к тому, чтобы справедливо укомплектовать правительственные министерства различными политическими фракциями. Его верный конфуцианский канцлер Чжан Цзюлин (673—740) работал над снижением дефляции и увеличением денежной массы, поддерживая использование частных монет, в то время как его аристократический и технократический преемник Ли Линьфу (умер в 753 году) отдавал предпочтение правительственной монополии на выпуск монет.
Правление императора Сюань-цзуна считается одним из наиболее значительных периодов в истории династии Тан. В начале своего правления Сюаньцзун стремился восстановить порядок и процветание в стране, акцентируя внимание на реформах и укреплении центральной власти. Это способствовало первоначальному экономическому и культурному росту, а также созданию стабильной политической ситуации.
Тем не менее, со временем его правление стало отмечаться увеличением зависимости от внешних сил, таких как тюрки и тибетцы. Это ослабило внутренние позиции династии и способствовало усилению влияния военачальников и местных властей, что в конечном итоге подорвало центральную власть. Важной частью этого периода было также стремление к культурному расцвету: Сюаньцзун активно поддерживал искусство и литературу, что привело к созданию множества произведений, ставших классикой китайской культуры.
Однако культурный подъем происходил на фоне угнетения ханьской идентичности и культуры, что подчеркивало противоречивость его правления. К концу правления Сюань-цзуна, его недостаток внимания к внутренним проблемам и растущее недовольство среди населения привели к восстанию Ань Лушаня в 755 году. Это восстание стало катастрофическим ударом для династии и положило начало её упадку, раскрыв уязвимости империи и явившись прямым следствием политической и социальной нестабильности, возникшей в период его правления.

### Упадок
Причины упадка Тан достоверно не установлены, однако серия восстаний и военных поражений в VIII веке обозначила начавшееся ослабление центральной власти. К 40-м годам арабы из Хорасана — в то время провинции халифата Аббасидов — закрепились в Ферганской долине и Согдиане. В ходе Таласской битвы (751 год) наёмные отряды китайского войска покинули поле боя, что вынудило командующего Гао Сяньчжи к отступлению. Вскоре после этого великое восстание Ань Лушаня (756—761) разрушило процветание, созидавшееся многие годы. Ань Лушань создал государство Янь (756—763), которое заняло обе столицы (Чанъань и Лоян) и значительную территорию; в государстве Янь сменилось 4 императора, и подавление восстания в союзе с уйгурами далось очень тяжело. Династия Ли была ослаблена и впоследствии уже никогда не достигала прежней славы и величия. Империя Тан утратила контроль над Средней Азией, и китайское влияние в этом регионе прекратилось до объединения обеих стран монголами при эпохе Юань.

Ещё одним следствием восстания Ань Ши стал постепенный рост влияния провинциальных военных губернаторов-цзедуши, которые со временем стали соперниками центральной власти. Танское правительство полагалось на этих губернаторов и их войска в деле подавления вооружённых восстаний на местах. Взамен правительство признавало права этих губернаторов содержать войско, собирать налоги, и даже передавать свой титул по наследству. Падение престижа центрального правительства в провинциях сказалось и в появлении большого количества бандитов и речных пиратов, которые, объединяясь в группы по сто и более человек, безнаказанно грабили поселения по берегам Янцзы, не встречая отпора со стороны властей. 

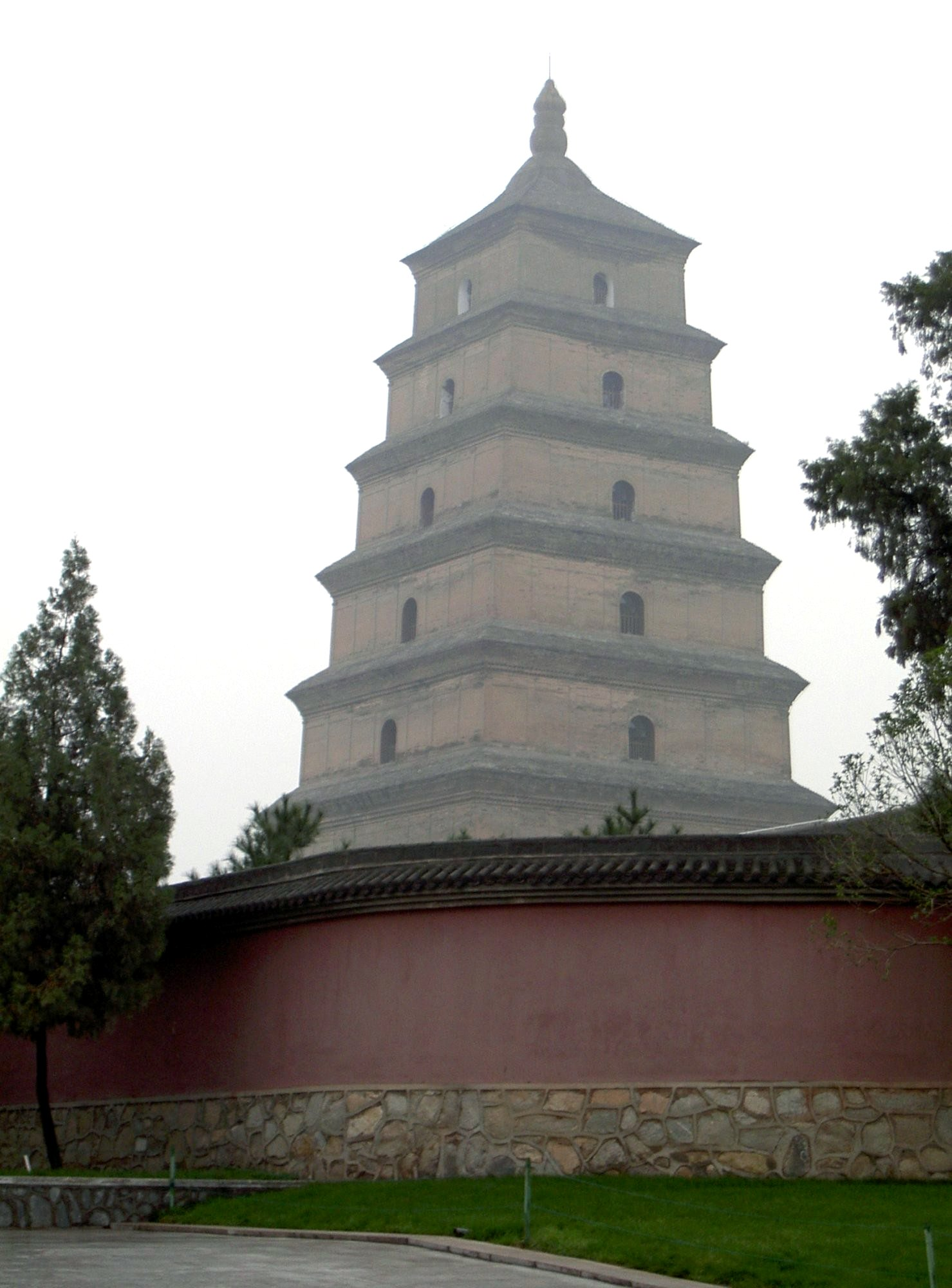
Танская архитектура в Сиане: Большая пагода диких гусей (652, 704).

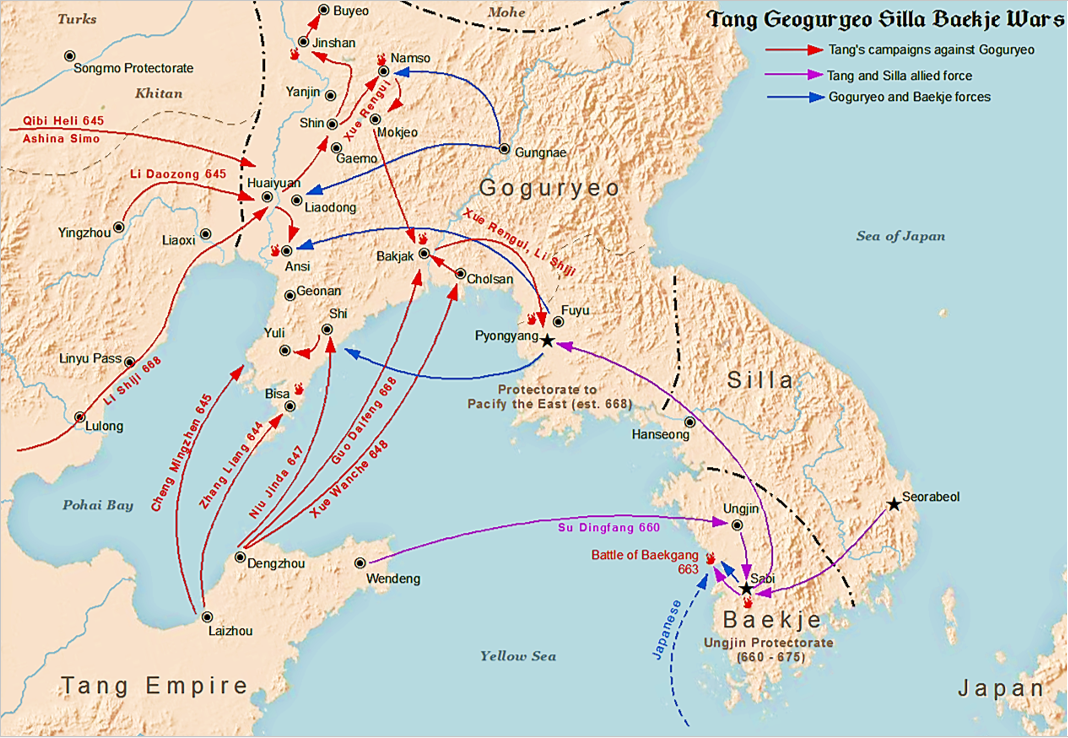
Когурёско-танские войны

В 858 году чудовищное наводнение в районе Великого Канала затопило обширные равнины Северного Китая и привело к гибели десятков тысяч людей. Вера китайцев в богоизбранность дряхлеющей династии пошатнулась в результате этих стихийных бедствий, распространилось убеждение в том, что династия Ли прогневала небеса и утратила право на трон. Затем, в 873 году, страну постиг катастрофический неурожай, в некоторых районах удалось собрать едва половину обычного урожая; десятки тысяч людей оказались на грани голодной смерти. В ранний период эпохи Тан правительство было способно предотвращать катастрофические последствия неурожая благодаря накоплению значительных запасов зерна по всей стране, но в IX веке оно оказалось беспомощным в борьбе с подобными бедствиями.
Согласно традиционной историографии, одним из факторов упадка империи стало засилье евнухов при дворе. Они составляли специальный консультативный орган шуми-юань (樞密院) и к IX веку имели достаточную власть, чтобы влиять на политические решения, распоряжаться казной и, предположительно, даже убивать императоров. После восстания Чжу Цы (783—784) под их командованием оказались армии Шэньцэ. Активную кампанию против евнухов вёл император Вэнь-цзун (唐文宗) (809—840, на троне с 827 до смерти), после того, как его старший брат император Цзин-цзун был убит кликой евнухов в 817 году. Однако, достигнув кульминации в 835 году, кампания Вэнь-цзуна не увенчалась успехом.

### Восстановление империи
Хотя эти стихийные бедствия и восстания запятнали репутацию и подорвали эффективность центрального правительства, начало IX века тем не менее рассматривается как период восстановления империи Тан. Уход правительства от своей роли в управлении экономикой имел непреднамеренный эффект стимулирования торговли, поскольку было открыто больше рынков с меньшими бюрократическими ограничениями. К 780 году старый хлебный налог и трудовая повинность VII века были заменены полугодовым налогом, уплачиваемым наличными деньгами, это означало переход к денежной экономике, поддерживаемой купечеством. Города в регионе Цзяннань на юге, такие как Янчжоу, Сучжоу и Ханчжоу, наиболее экономически процветали в период поздней Тан. Правительственная монополия на производство соли, ослабленная после восстания Ань Ши, была передана в ведение соляной комиссии, которая стала одним из самых могущественных государственных учреждений, управляемым способными министрами, избранными в качестве специалистов. Комиссия начала практику продажи купцам права покупать монопольную соль, которую они затем перевозили и продавали на местных рынках. В 799 году соль составляла более половины государственных доходов. Этот налог представляет собой «первый случай, когда косвенный налог, а не дань, взимаемая с земли или людей, или прибыль от государственных предприятий, таких как шахты, был основным ресурсом крупного государства».
Последним великим амбициозным правителем Тан был император Сянь-цзун (805—820), правлению которого способствовали финансовые реформы 780-х годов, в том числе правительственная монополия на соляную промышленность. У него также была эффективно хорошо обученная имперская армия, расквартированная в столице во главе с его придворными евнухами; это была армия Небесной стратегии, насчитывающая 240 000 человек, как было записано в 798 году. Между 806 и 819 годами император Сянь-цзун провел семь крупных военных кампаний, чтобы подавить мятежные провинции, которые претендовали на автономию от центральной власти, сумев подчинить себе все, кроме двух из них. При его правлении наступил краткий конец наследственных цзедуши, поскольку Сянь-цзун назначил своих собственных военных офицеров и вновь укомплектовал региональные бюрократии гражданскими чиновниками. Однако преемники Сянь-цзуна оказались менее способными и больше интересовались охотой, пирами и развлечениями, что позволило евнухам сконцентрировать в своих руках большую власть, поскольку набранные учёные-чиновники вызвали раздор в бюрократии с фракционными партиями. Власть евнухов стала неоспоримой после того, как император Вэнь-цзун (826—840) не добился успеха в их свержении; вместо этого союзники императора Вэнь-цзуна были публично казнены на западном рынке Чанъаня по приказу евнухов.
Тем не менее Тан сумела восстановить хотя бы косвенный контроль над бывшими территориями и территориями на Западе вплоть до коридора Хэси и Дуньхуана в Ганьсу. В 848 году китайский генерал Чжан Ичао (799—872) сумел вырвать контроль над регионом у Тибетской империи во время её междоусобной войны. Вскоре после этого император Сюань-цзун (846—859) признал Чжана защитником (防禦使, фанъюси) области Ша и военным губернатором (цзедуши) нового округа Гуйи.

### Конец империи
В последний период Тан наблюдалось ослабление центральной власти и усиление провинциальных военных губернаторов, которые стали вести себя почти как независимые правители. Некомпетентность императоров и коррупция среди чиновников в сочетании с неблагоприятными природными условиями — засухами и голодом — послужили причиной ряда восстаний. Окончательно господство династии Ли было подорвано восстанием под предводительством Хуан Чао и его последователей и борьбой между различными группировками господствующего класса. Повстанцы захватили и разграбили обе столицы, Чанъань и Лоян. В 904 году в междоусобную войну в империи вмешался Кыргызский каганат, союзная армия кыргызов и тибетцев оказала поддержку тюркам-шато Ли Кэюна. Подавление восстания заняло свыше 10 лет, но династия уже не смогла оправиться от такого удара. Последнего императора династии Ли Чжу сверг в 907 году военачальник Чжу Вэнь, в прошлом один из руководителей крестьянских повстанцев, изменивший Хуан Чао и перешедший на сторону танского двора. Чжу Вэнь основал государство Поздняя Лян и принявший храмовое имя Тайцзу (太祖 Tàizǔ). Переворот Чжу Вэня ознаменовал начало периода Пяти династий и десяти царств (907—960).

### Политическое и административное устройство

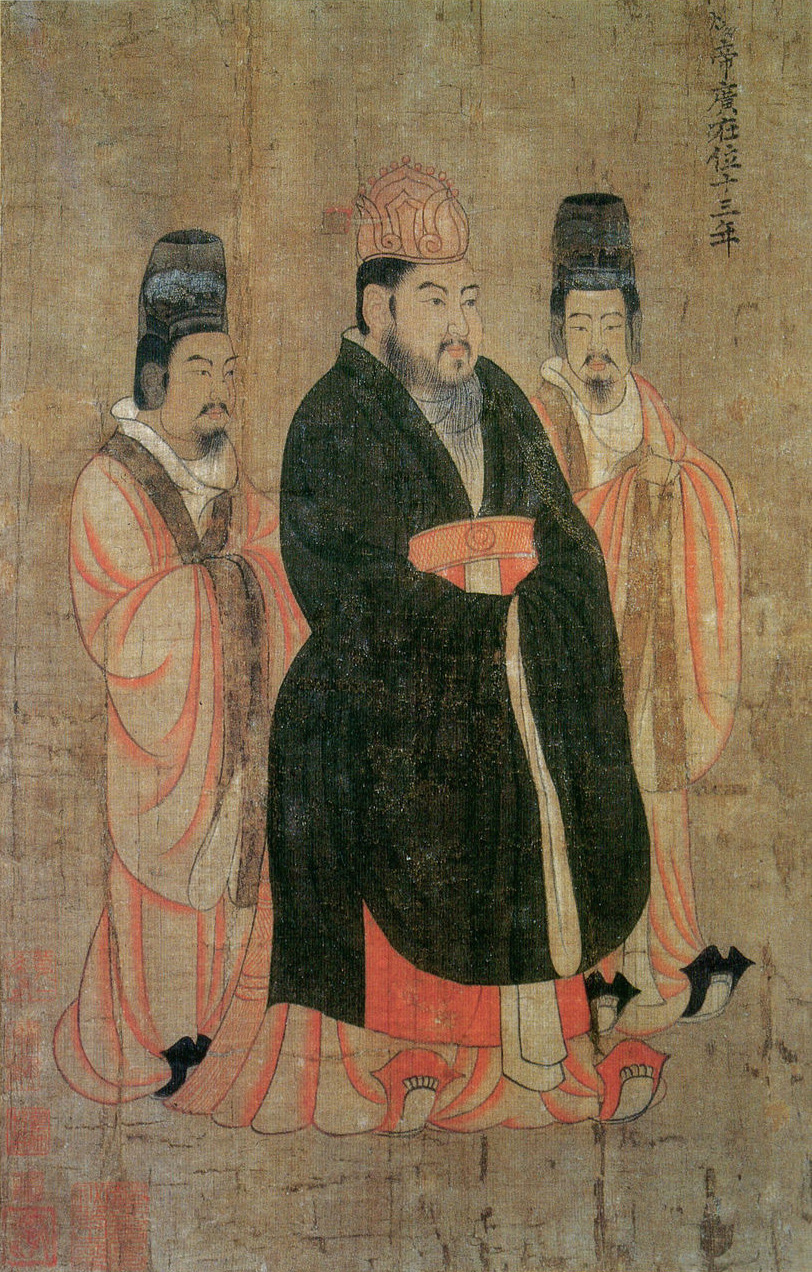
Изображение императора Суй Ян-ди, созданное в 643 г. при Ли Шимине, художником Янем Либэнем (600—675)

#### Первоначальные реформы
Придя к власти, Тайцзун решил провести реформы, которые помогут династии справится с внутренними проблемами, погубившими предыдущие недолговечные династии. Опираясь на суйский Кодекс, он издал уголовный кодекс, который в реформированном виде использовался в Китае, а также Вьетнаме, Корее, и Японии. В 653 году уголовный кодекс приобрёл свою известную форму: 500 статей, разделённые по преступлениям и наказаниям; наказания варьировались от 10 ударов лёгкой палочкой до 100 ударов тяжёлой, ссылки, каторги и казни. Кодекс устанавливал социальное неравноправие: тяжесть наказания зависела от социального и политического положения преступника. Например, если слуга убивал господина, то наказание было тяжким, а если господин слугу, то легче; то же касалось и старших и младших родственников. Танский кодекс реформировался и использовался, как основа для уголовных кодексов следующих династий, например, ранний минский (1368—1644) кодекс 1397 года. Интересны новации эпохи Сун (династии Чжао 趙) (960—1279) в области расширении имущественных прав женщин.
Управлением занимались три (всего их было 6) министерства-«шэна» (省, shěng), которые занимались разработкой проектов, согласованием решений, изданием правовых актов и надзором за их соблюдением. Также 6 управлений-«бу» (部, bù), которые решали более конкретные задачи. Танская система шэнов и бу была довольно удобной и, хотя и претерпевая значительные изменения, просуществовала до падения Цин в 1912 году. Хотя основатели Тан ориентировались на славную Хань (202 до н. э. — 220 н. э.), танская управленческая система была основана на разработках эпохи Южных и Северных династий. Северная Чжоу (557—581) создала систему территориальных дружин (фубин) и Тан активно использовало эту систему, что позволяло держать большую армию с минимальными затратами, поскольку солдаты служили посменно, а в остальное время работали на своих фермах. Равнопольная система Бэй Вэй (386—534) также была принята, но с изменениями.

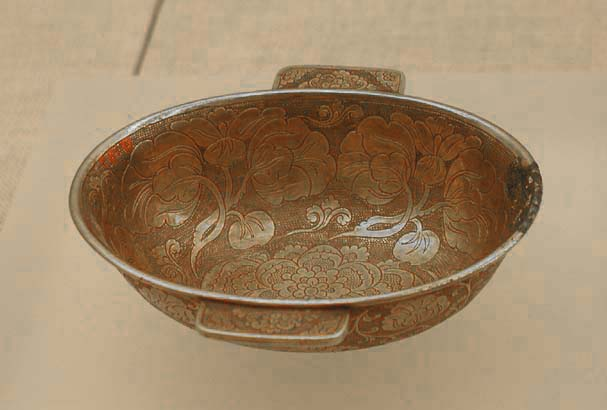
Танская позолоченная серебряная чашечка с цветочным мотивом

В танскую эпоху стало больше гражданских сделок, оформлявшихся подписанием договора, хотя центральные и местные органы власти стремились контролировать все сделки с землёй, боясь снижения поступления налогов. Контракт, подписанный сторонами, свидетелями и писцом, был доказательством и при судебном споре. Договорное право в зачаточном состоянии существовало ещё при Хань, но при Тан договоры стали обычны, что отразилось в литературе.
Блистательной столицей империи был город Чанъань (современный Сиань), где располагался императорский дворец, в котором устраивались пышные приёмы послов с музыкой, спортивными состязаниями, акробатическими выступлениями, поэзией, живописью и театральными представлениями. Огромное количество богатств и ресурсов хранилось в сокровищницах и складах. Когда китайские местные чиновники прибыли в 643 году на ежегодный императорский приём, Тай-цзун узнал, что многие не смогли найти квартиру в городе и снимали комнаты у торговцев. Тогда император повелел министерствам создать в столице государственные особняки для размещения чиновников-делегатов, чтобы каждый получал жильё по своему ведомству.

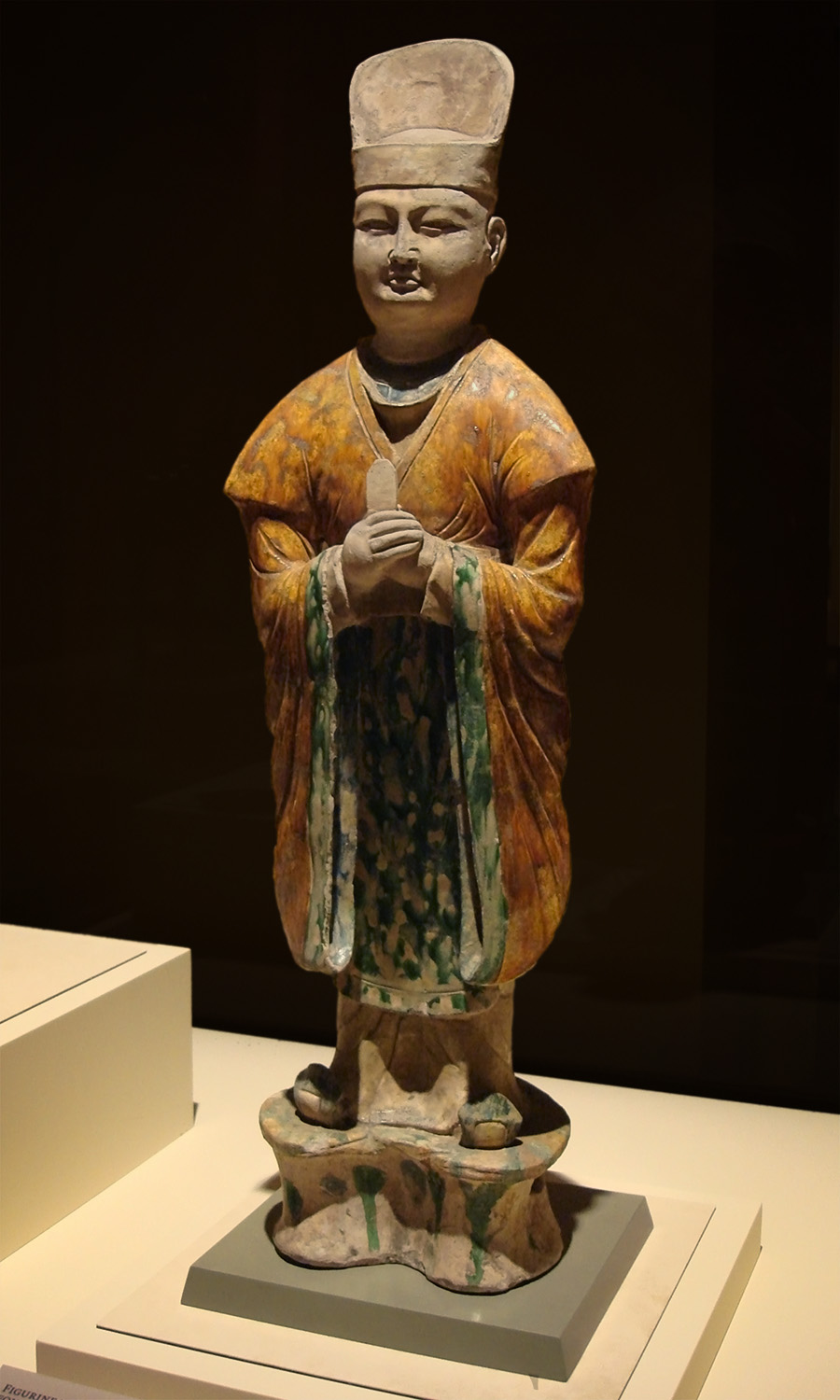
Танский чиновник, одетый в ханьфу. Он держит в руках бирку, как будто готовится сделать доклад начальству. Глазированная керамика саньцай.

#### Императорские экзамены
По примеру двора Суй, императоры Тан взялись за расширение экзаменационной системы, вместо девятиранговой. Студенты-конфуцианцы готовились к сдаче государственных экзаменов, и после могли претендовать на должности местных, региональных и столичных чиновников. Экзамены относились к типам минцзин (кит. упр. 明经, пиньинь míngjīng) «постижение канона» и цзиньши (кит. упр. 进士, пиньинь jìnshì) «экзамены вступления в учёные». На минцзине проверялась способность разбираться в конфуцианской классике, для проверки предлагалось цитировать широкий набор текстов. На цзиньши проверялась способность экзаменуемого написать ответ эссе по государственному управлению и политике, а также способности в поэзии. Также важно было иметь красивую осанку, внешность, речь, почерк, это оценивалось субъективно и часто более ухоженные и занимавшиеся с риторами аристократы получали преимущество. Таким образом, экзамены не давали реального равенства: потомки аристократов занимали большинство важных постов. В экзаменах мог принять участие любой мужчина, чей отец не был ремесленником или торговцем, богатство или благородное происхождение не были обязательными. Правительство поощряло образование, строило школы и издавала У Цзин с комментариями.
Государство было заинтересованно в привлечении к управлению самых талантливых, но императоры сильно зависели от аристократов, а потом и генерал-губернаторов, которые не желали подчиняться безродным чиновникам, не имеющим земель и армий. Наследственное право устанавливало равное наследование для всех детей, что давало некоторую социальную мобильность, препятствуя накоплению в руках чиновников слишком многих поместий. Чиновники имели контакты в местных общинах, через которые осуществлялась связь простых людей в провинции с имперским центром. С танских времён до 1912 года учёные-бюрократы были посредниками между простонародьем и правительством. Впрочем, расширение экзаменационной системы при Тан ещё не достигло предела, лишь при Сун чиновники окончательно срослись с экзаменационной системой и стали поистине правящим классом.
Экзаменационная система, использовавшаяся только в небольшом размере в суйские и танские времена, играла центральную роль в формировании новой элиты. Ранне-суйские императоры были заинтересованы, прежде всего, в недопущении концентрации власти в руках военных, они значительно расширили систему государственных экзаменов и госшкол.
Всё же при Суй и Тан сложилась та система государственной службы, и возник избранный класс учёных-чиновников.

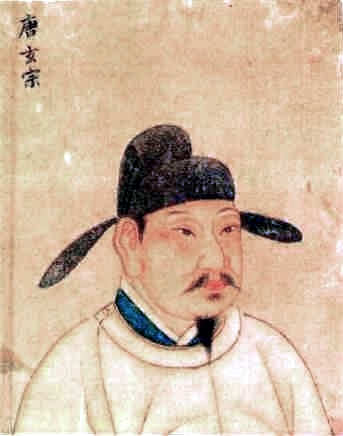
Тан Сюань-цзун, одетый в халат и шапочку учёного

#### Религия и политика
С самого начала религия играла важную роль в танской политике. В своём манифесте Ли Юань утверждал, что является потомком святого даоса Лао-цзы (вероятно, VI век до н. э.). Общественным учреждениям разрешалось содержать буддийских монахов, которые взамен молились о благополучии своих дарителей. До начала преследования буддизма в IX веке буддизм и даосизм были равны в правах, и Тан Сюань-цзун (правил 712—756) пригласил монахов обеих религий к своему двору. В то же время Сюань-цзун посмертно наградил Лао-цзы многими титулами, написал комментарий на даосский текст Лаоцзы, создал школы для подготовки к даосскому экзамену на знание канонов и пригласил индийского монаха Ваджрабодхи (671—741) для выполнения тантрических ритуалов, с целью прекратить засуху 726 года. В 742 Сюань-цзун лично держал курительницу во время ритуала ланкийского монаха Амогхаваджра (705—774, ученик Ваджрабодхи), когда он читал «мистические заклинания, чтобы обеспечить победу войск Тан». Тогда как религия играла важную роль в политике, политика также играла важную роль в религии. В 714 году Сюань-цзун запретил торговцам и лавочникам в Чанъане продавать копии буддийских сутр, чтобы только буддийское духовенство могло распространять сутры среди мирян. В предыдущем, 731 году, император Сюань-цзун ликвидировал прибыльную Неистощимую Сокровищницу, которой руководил важный буддийский монастырь Чанъаня. Этот монастырь собрал огромные суммы денег, шёлка, и сокровищ в качестве даров от анонимных дарителей, которые отдавали ценности «на содержание монастыря» в знак покаяния. Хотя монастырь и сам активно раздавал пожертвования, император Сюань-цзун изъял сокровища в казну как полученные на основании незаконных банковских операций, мошенничества и распределил их между другими буддийскими и даосскими монастырями, потратил на ремонт статуй, залов, мостов и дорог.

#### Налоги и переписи

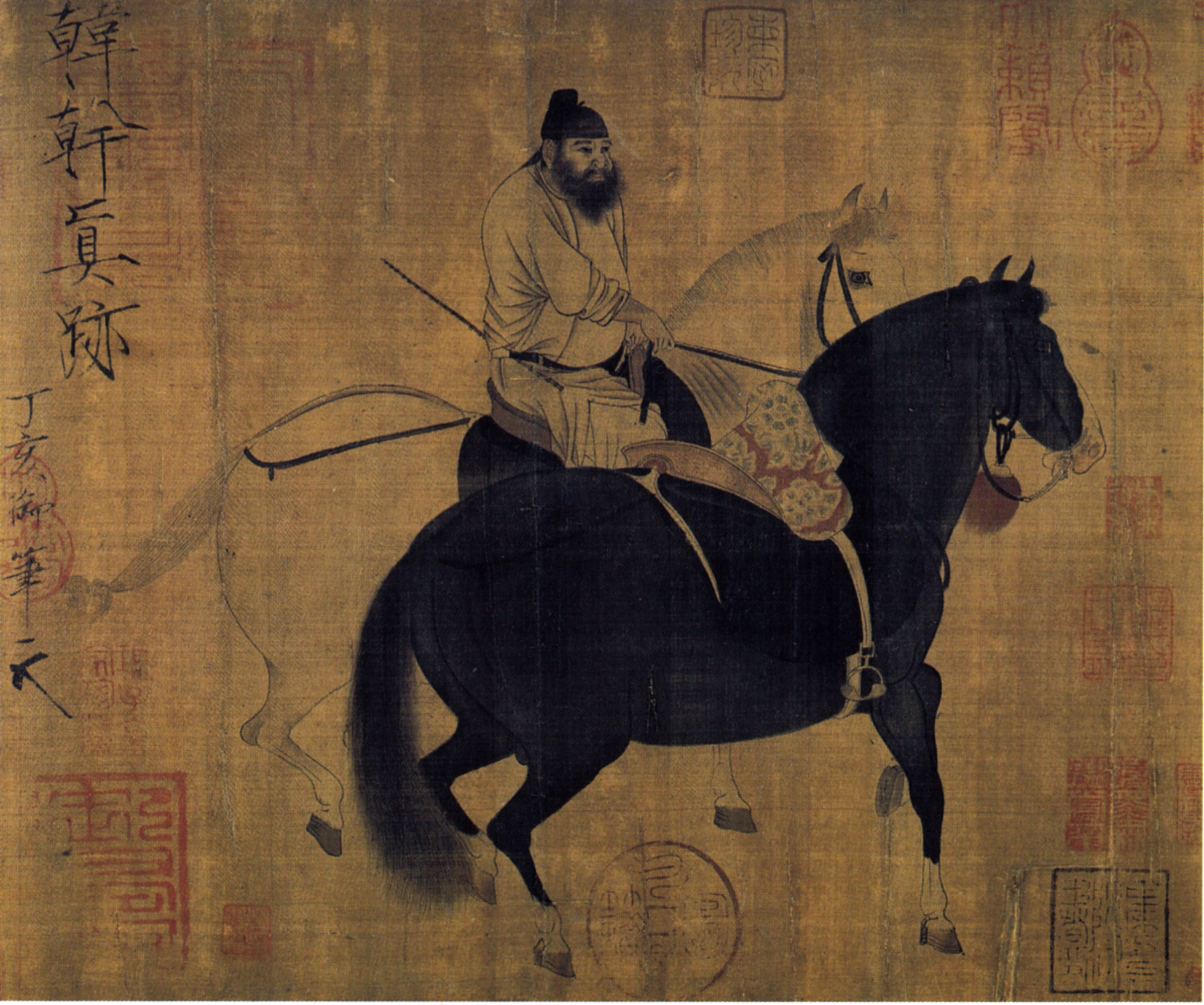
Человек, пасущий коня, Хань Гань (706—783), придворный художник Сюань-цзуна

Правительство Тан всегда стремилось точно знать число подданных своей империи, в основном для налогового и военного учёта. Раннетанское правительство установило лёгкий налог зерном и тканью на каждую семью. Это делало выгодным регистрацию домовладений в местных органах, так что правительство получало достоверную информацию. По переписи 609 года, в империи было 9 млн домовладений, или 50 млн человек. Следующая танская перепись 742 года насчитала 50 млн человек. Даже если значительное число людей не приняли участия в переписи, Танскую империю населяло немногим больше людей, чем Ханьскую (по переписи 2-го года, когда было зарегистрировано 58 млн человек). По другой оценке насчитывалось 75 млн человек в 750 году.
По танской переписи 754 года империя насчитывала 1 859 городов, 321 префектуру, 1 538 округ. Хотя городов было много, в том числе и густонаселённых, сельских жителей было 80—90 % населения. Для сравнения: в Византии только в трёх крупных городах: Константинополе, Антиохии и Александрии проживало 10 % населения империи, а также было ещё 3000 городов при многократно меньшем населении чем в танском Китае; во Фракии, Анатолии, на Сицилии городское население составляло более 50 %. Также наблюдается миграция населения из Северного Китая в сторону побережья Южного Китая, так в начале эпохи в Северном Китае жило 75 % населения, а концу только 50 %.
Численность танского населения (около 50 млн) не будет сильно расти вплоть до времён Сун, когда в Центральном и Южном Китае вырастет производство риса с использованием развитой ирригации и население удвоится до более чем 100 млн человек.

## Военная и внешняя политика

#### Солдаты и воинская повинность
К 737 году император Сюань-цзун отказался от политики призыва солдат, которые заменялись каждые три года, заменив их солдатами-долгожителями, которые были более закаленными в боях и эффективными. Кроме того, это было более экономически целесообразно, поскольку подготовка новых рекрутов и отправка их на границу каждые три года истощали казну. К концу VII века войска фубин начали отказываться от военной службы и домов, предоставленных им в системе равных полей. Предполагаемый стандарт в 100 му земли, выделенной каждой семье, на самом деле уменьшался в размерах в тех местах, где население расширялось и богатые скупали большую часть земли. Трудолюбивых крестьян и бродяг затем призывали на военную службу с льготами освобождения как от налогов, так и от барщинной трудовой повинности, а также с предоставлением им сельскохозяйственных угодий и жилья для иждивенцев, сопровождавших солдат на границе. К 742 году общее число завербованных войск в танских армиях возросло примерно до 500 000 человек.

#### Восточные регионы
В Восточной Азии военные кампании Тан были менее успешны в других местах, чем у предыдущих императорских династий Китая. Как и императоры Суй до него, Тайцзун организовал военную кампанию в 644 году против корейского государства Когурё в когурёско-танской войне; однако это привело к его отступлению в первой кампании, потому что они не смогли преодолеть успешную оборону во главе с генералом Ён Кэсомуном. Объединившись с корейским государством Силла, китайцы сражались против Пэкче и их японских союзников Ямато в битве при Пэккан в августе 663 года, что стало решающей победой Тан-Силла. Флот Тан имел в своем распоряжении несколько различных типов кораблей для участия в морской войне, эти корабли были описаны Ли Цюанем в его Тайпай Инцзин (Канон Белой и Мрачной планеты войны) в 759 году. Битва при Пэккан была фактически восстановительным движением остатков сил Пэкче, так как их государство было свергнуто в 660 году совместным вторжением Тан-Силла, возглавляемым китайским генералом Су Динфаном и корейским генералом Ким Юсином (595—673). В другом совместном вторжении с Силлой танская армия сильно ослабила государство Когурё на севере, взяв его внешние форты в 645 году. В результате совместных атак Силлы и танской армии под командованием Ли Шицзи (594—669) Когурё было разрушено к 668 году.
Хотя в прошлом они были врагами, Тан принял чиновников и генералов Когурё в свою администрацию и армию, таких как братья Ен Намсэн (634—679) и Ен Намсан (639—701). С 668 по 676 год империя Тан будет контролировать Северную Корею. Однако в 671 году Силла разорвал союз и начал Силла-Танскую войну, чтобы изгнать танские войска. В то же время Тан столкнулся с угрозой на своей западной границе, когда в 670 году большая китайская армия была разбита тибетцами на реке Дафэй. К 676 году Танская армия была изгнана из Кореи Объединённым Силла. После восстания восточных тюрок в 679 году Тан отказался от своих корейских походов.
Несмотря на то, что Тан воевал с японцами, они все ещё поддерживали тёплые отношения с Японией. Были многочисленные императорские посольства в Китай из Японии, дипломатические миссии, которые не прекращались до 894 года императором Уда (887—897), по настоянию Сугавара-но Митидзанэ (845—903). Император Тэмму (672—686) даже создал свою армию по китайскому образцу, свои государственные церемонии по китайскому образцу и построил свой дворец в Фудзиваре по китайскому образцу архитектуры.

#### Западные и северные регионы
Ещё при династии Суй тюрки превратились в крупную военизированную силу, которую использовали китайцы. Когда в 605 году кидани начали совершать набеги на северо-восток Китая, китайский полководец повел против них 20 000 тюрок, раздавая им в награду киданьский скот и женщин. В двух случаях между 635 и 636 годами принцессы династии Тан выходили замуж за тюркских наемников или полководцев, находившихся на китайской службе. На протяжении всей династии Тан до конца 755 года под началом Тан служило около десяти тюркских военачальников. В то время как большая часть танской армии состояла из китайских призывников фубин, большинство войск, возглавляемых тюркскими генералами, были некитайского происхождения, кампания велась в основном на западной границе, где присутствие войск фубин было низким. Некоторые «тюркские» войска были номадизированными китайцами, десинизированным[уточнить] народом.
Гражданская война в Китае была почти полностью прекращена к 626 году, вместе с поражением в 628 году ордосского китайского военачальника Лян Шиду; после этих внутренних конфликтов Тан начал наступление на тюрок. В 630 году танские войска захватили у тюрок районы пустыни Ордос . После этой военной победы император Тайцзун получил титул Великого кагана среди различных тюрок в регионе, которые присягнули на верность ему и Китайской империи (с несколькими тысячами тюрок, отправившихся в Китай, чтобы жить в Чанъане). 11 июня 631 года император Тайцзун также отправил к сюеяньто посланников с золотом и шёлком, чтобы убедить их освободить порабощенных китайских пленников, захваченных во время смены Суй империей Тан с северной границы; это посольство сумело освободить 80 000 китайских мужчин и женщин, которые затем были возвращены в Китай.

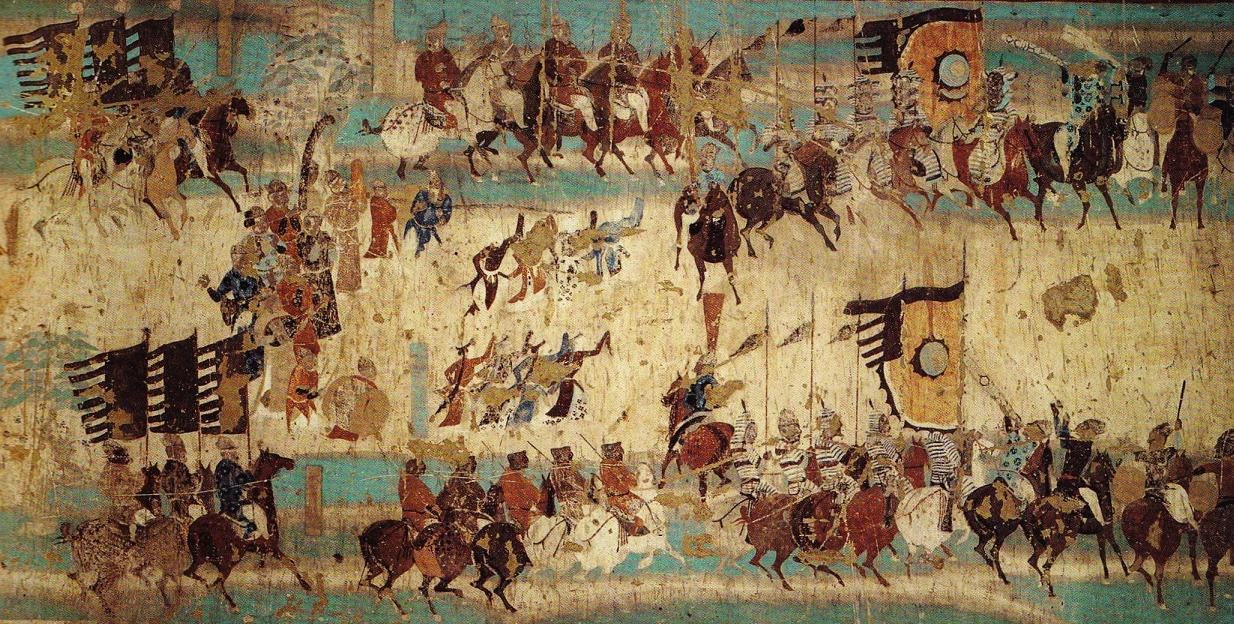
Поздняя танская фреска, посвященная победе полководца Чжан Ичао над тибетцами в 848 году, из пещеры Могао

Между 670—692 годами имела место длинная череда конфликтов с Тибетом из-за территорий в Таримском бассейне, а в 763 году тибетцы даже захватили столицу Китая Чанъань на пятнадцать дней во время восстания Ань Ши. На самом деле именно во время этого восстания Тан отозвал свои западные гарнизоны, дислоцированные на территории нынешнего Ганьсу и Цинхая, которые тибетцы тогда оккупировали вместе с территорией нынешнего Синьцзяна. Военные действия между Тан и Тибетом продолжались до тех пор, пока они не подписали официальный мирный договор в 821 году. Условия настоящего Договора, в том числе и фиксированные границы между двумя странами, зафиксированы в двуязычной надписи на каменном столбе у храма Джоканг в Лхасе .
Во время арабского завоевания Персии (633—656) сын последнего правителя империи Сасанидов, принц Пероз III, бежал в танский Китай. Согласно книге Тан, Пероз был назначен главой одной из провинций Персии в том месте, где сейчас находится Зарандж, Афганистан. Во время этого завоевания Персии праведный халиф Усман ибн Аффан (644—656) отправил посольство ко двору династии Тан в Чанъань. Омейядский халифат в 715 году свергнул ихшида, правителя Ферганской долины, и возвёл на престол нового правителя Алутара. Свергнутый ихшид бежал в Кучу (резиденцию протектората Аньси) и добивался вмешательства Китая. Китайцы послали в Фергану 10 000 солдат под командованием Чжан Сяосуна. Он победил Алутара и арабскую оккупационную армию в Намангане и восстановил ихшида на троне. Китайцы победили арабских захватчиков Омейядов в битве при Аксу (717). Арабский командир Омейядов Аль-Яшкури и его армия бежали в Ташкент после того, как были разбиты. Затем тюргеши разгромили Омейядов и изгнали их. К 740-м годам арабы при Аббасидском халифате в Хорасане восстановили своё присутствие в Фергане и в Согдиане. В битве при Таласе в 751 году карлукские наёмники под руководством китайцев дезертировали, помогая арабским армиям исламского Халифата разгромить танские войска под командованием командующего Гао Сяньчжи. Хотя, по мнению некоторых историков, сама битва не имела большого военного значения, это был поворотный момент в истории; она знаменует распространение китайского бумажного производства в регионы к западу от Китая, поскольку захваченные в плен китайские солдаты раскрыли арабам секреты китайского бумажного производства. Эти методы в конечном счете достигли Европы к XII веку через контролируемую арабами Испанию. Несмотря на то, что они сражались при Таласе, 11 июня 758 года посольство Аббасидов прибыло в Чанъань одновременно с уйгурами с подарками для императора Тан. В 788—789 годах китайцы заключили военный союз с уйгурами, которые дважды разгромили тибетцев: в 789 году у города Гаочан в Джунгарии и в 791 году у Нинся на Жёлтой реке.

## Экономика

#### Великий шёлковый путь
Хотя Шёлковый путь из Китая в Европу и Западный мир был первоначально сформулирован во время правления императора У-ди (141—87 до н. э.) во времена Хань, он был вновь открыт Тан в 639 году, когда Хоу Цзюньцзи (ум. в 643) завоевал Запад и оставался открытым почти четыре десятилетия. Он был закрыт после того, как тибетцы захватили его в 678 году, но в 699 году, во времена императрицы У Цзетянь, Шёлковый путь вновь открылся, когда Тан отвоевал четыре гарнизона Аньси, первоначально установленных в 640 году, и вновь соединил Китай непосредственно с Западом для сухопутной торговли.
Тан захватила жизненно важный маршрут через долину Гилгит из Тибета в 722 году, уступил его тибетцам в 737 году и вернул себе под командованием генерала Гао Сяньчжи. Когда восстание Ань Лушаня закончилось в 763 году, империя Тан вновь потеряла контроль над своими западными землями, поскольку Тибетская империя в значительной степени отрезала Китаю прямой доступ к Шёлковому пути. Внутреннее восстание в 848 году вытеснило тибетских правителей, и в 851 году танский Китай вернул себе северо-западные префектуры у Тибета. Эти земли содержали важнейшие пастбища и пастбища для разведения лошадей, в которых Тан отчаянно нуждалась.

#### Морские порты и морская торговля
Китайские посланники плавали через Индийский океан в Индию, возможно, со II века до н. э., но именно во времена Тан сильное китайское морское присутствие можно было обнаружить в Персидском заливе и Красном море, в Персии, Месопотамии (плавание вверх по реке Евфрат в современном Ираке), Аравии, Египте на Ближнем Востоке и Аксуме (Эфиопия), а также в Сомали на Африканском Роге.

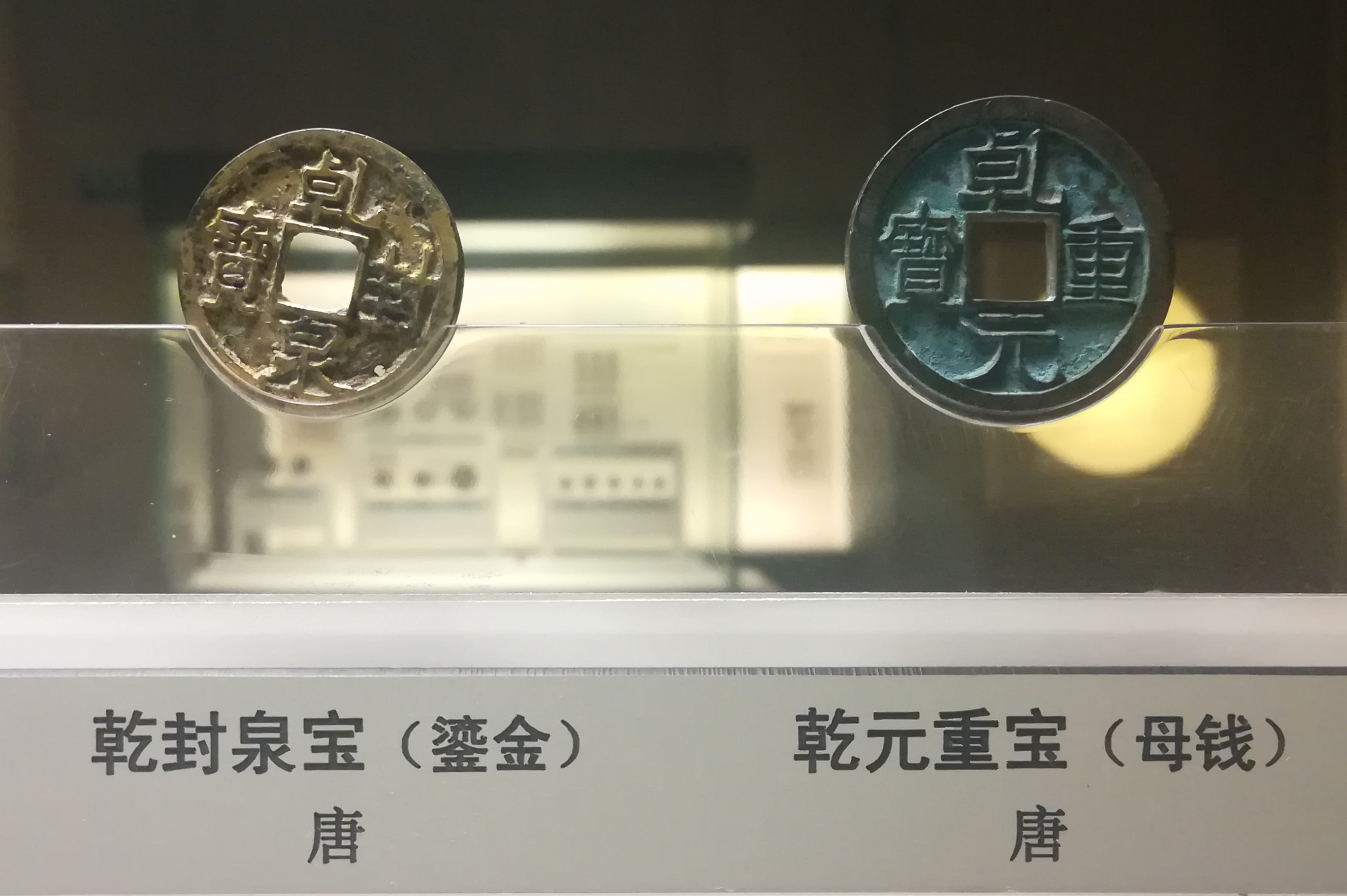
Монета Тан Кай Юань Тонг Бао (開元通通), впервые отчеканенная в 621 году в Чанъани, является моделью для японской монеты VIII века

Во времена Тан тысячи иностранных купцов-экспатриантов приезжали и жили во многих китайских городах, чтобы вести дела с Китаем, включая персов, арабов, индусов, малайцев, бенгальцев, сингальцев, кхмеров, чамов, евреев и несторианских христиан Ближнего Востока и многих других. В 748 году буддийский монах Цзянь Чжэнь описал Гуанчжоу как оживленный центр торговли, в котором пришвартовывалось много больших и впечатляющих иностранных кораблей. Он писал, что «многие большие корабли прибыли с Борнео, Персии, Кунглуна (Индонезия/Ява)… с… пряностями, жемчугом и нефритом, сложенными в высокие горы», как написано в Юэ Цзюе Шу (утерянные записи о состоянии Юэ). Во время восстания Ань Лушаня арабские и персидские пираты сожгли и разграбили Гуанчжоу в 758 году, а иностранцы были убиты в Янчжоу в 760 году. Танское правительство отреагировало на это тем, что закрыло порт Кантон примерно на пять десятилетий, и вместо этого иностранные суда пришвартовались в Ханое. Однако, когда порт вновь открылся, он продолжал процветать. В 851 году арабский купец Сулейман аль-Таджир наблюдал за производством китайского фарфора в Гуанчжоу и восхищался его прозрачным качеством. Он также дал описание мечети Гуанчжоу, её зернохранилищ, местной администрации, некоторых письменных записей, обращения с путешественниками, а также использования керамики, рисового вина и чая. Однако в другом кровавом эпизоде в Гуанчжоу в 879 году китайский мятежник Хуан Чао разграбил город и якобы убил тысячи местных ханьцев, а также иностранцев: евреев, христиан, зороастрийцев и мусульман.
Суда из соседних восточноазиатских государств, таких как Силла и Бохай в Корее и японская провинция Хидзэн, были вовлечены в торговлю на Жёлтом море, где доминировала Силла. После того, как в конце VII века Силла и Япония возобновили военные действия, большинство японских морских купцов решили отплыть из Нагасаки к устью реки Хуайхэ, реки Янцзы и даже к югу от Ханчжоу, чтобы избежать корейских кораблей в Жёлтом море. Чтобы отплыть обратно в Японию в 838 году, японское посольство в Китае закупило девять кораблей и шестьдесят корейских моряков из корейских районов городов Чучжоу и Ляньшуй вдоль реки Хуайхэ. Известно также, что китайские торговые суда, направляющиеся в Японию, выходят в море из различных портов вдоль побережья провинций Чжэцзян и Фуцзянь.

### Литература

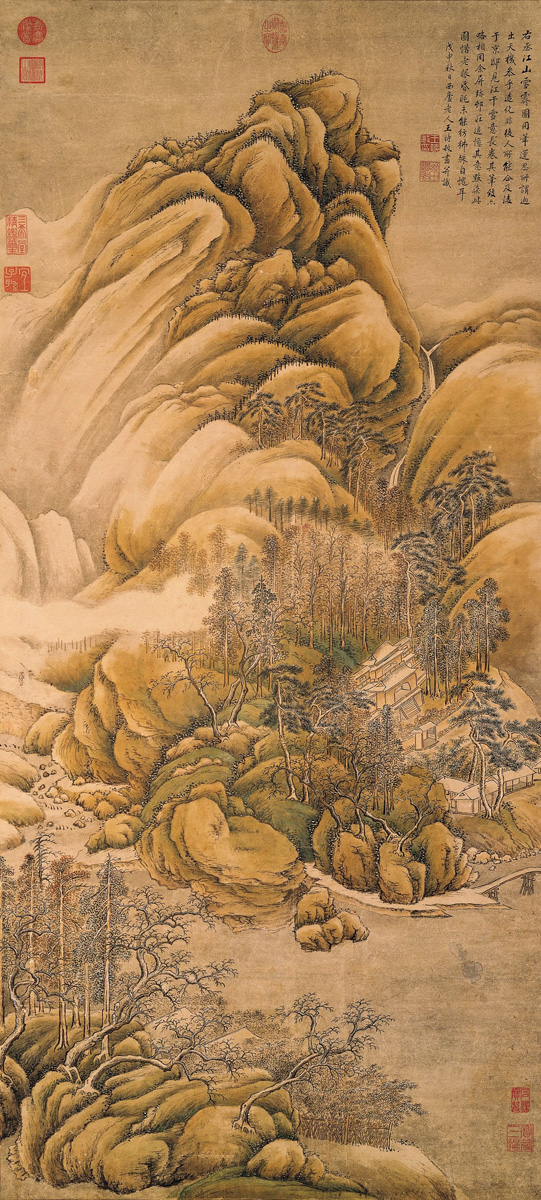
Рисунок Ван Вэя «Расчистка рек и гор после снега»

## Культура и общество

### Религия и философия
Буддизм, возникший в Индии примерно во времена Конфуция (VI—V вв до н. э.), продолжил свое влияние в период Тан и был принят некоторыми членами императорской семьи, став полностью синицизированным и постоянным элементом китайской традиционной культуры. В эпоху, предшествовавшую неоконфуцианству и таким деятелям, как Чжу Си (1130—1200), буддизм начал процветать в Китае во времена Северной и Южной династий и стал доминирующей идеологией во времена процветающей династии Тан. Буддийские монастыри играли важную роль в китайском обществе, предлагая жилье для путешественников в отдаленных районах, школы для детей по всей стране и место для городских литераторов для проведения общественных мероприятий и собраний, таких как прощальные вечеринки. Буддийские монастыри также занимались хозяйством, так как их земельная собственность и крепостные давали им достаточно доходов для создания мельниц, маслобойных прессов и других предприятий. Хотя монастыри сохранили «крепостных», эти монастырские иждивенцы могли фактически владеть собственностью и нанимать других, чтобы помочь им в их работе, включая их собственных рабов.

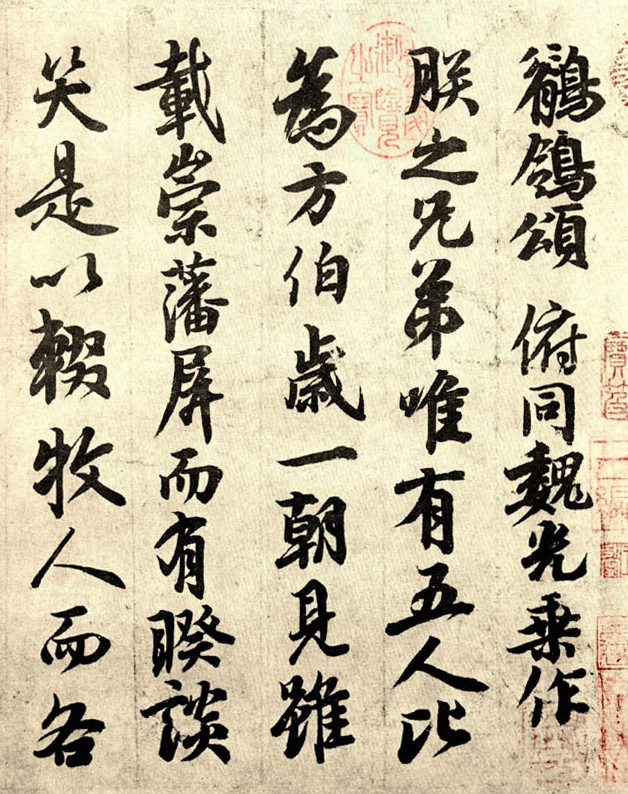
Каллиграфическое творчество Ли Лунцзи

Выдающийся статус буддизма в китайской культуре начал снижаться, поскольку династия и центральное правительство также пришли в упадок в конце VIII до IX вв. Буддийские монастыри и храмы, которые были освобождены от государственных налогов заранее, были нацелены государством на налогообложение. В 845 году император У-цзун окончательно закрыл 4600 буддийских монастырей вместе с 40 000 храмов и святынь, вынудив 260 000 буддийских монахов и монахинь вернуться к мирской жизни; этот эпизод позже будет назван одним из четырёх преследований буддистов в Китае. Хотя запрет был снят всего через несколько лет, буддизм так и не восстановил свой некогда доминирующий статус в китайской культуре. Эта ситуация также возникла благодаря новому возрождению интереса к исконно китайской философии, такой как конфуцианство и даосизм. Хань Юй (786—824) — «блестящий полемист и ярый ксенофоб» — был одним из первых подданных Тан, осудивших буддизм. Хотя современники находили его грубым и несносным, он предвещал более поздние гонения на буддизм в эпоху Тан, а также возрождение конфуцианской теории с подъёмом неоконфуцианства династии Сун. Тем не менее, дзэн-буддизм приобрел популярность среди образованной элиты. Было также много знаменитых монахов дзэн эпохи Тан, таких как Мазу Даои, Хуайхай и Хуанбо Сиюнь. Секта буддизма чистой земли, инициированная китайским монахом Хуэйюанем (334—416), была столь же популярна, как и дзэн-буддизм во времена Тан.
Самой ранней китайской исламской архитектурой была Сианьская соборная мечеть, построенная в 742 году (согласно гравировке на каменной табличке внутри), и мечеть на Аллее Дасуэси в Сиане (согласно надписи минского императора Тяньци (1620—1627); мечеть была построена в 705 году). Во времена Тан постоянный поток арабских и персидских торговцев прибывал в Китай через Шёлковый путь и заморский маршрут через порт Цюаньчжоу. Мусульмане имели свои мечети в иностранном квартале на южном берегу реки Кантон.
Династия Тан также официально признала различные иностранные религии. Ассирийская церковь Востока, иначе известная как Несторианская церковь или Церковь Востока в Китае, была признана танским двором. В 781 году несторианская стела была создана в честь достижений их общины в Китае. В провинции Шэньси, где до сих пор стоит пагода Дацинь, был основан христианский монастырь, а внутри пагоды есть произведения искусства в христианской тематике. Хотя эта религия в значительной степени вымерла после Тан, она возродилась в Китае после монгольского нашествия в XIII веке.
Хотя согдийцы были ответственны за передачу буддизма в Китай из Индии в течение II—IV веков, вскоре после этого они в значительной степени перешли в зороастризм из-за своих связей с Сасанидcкой Персией. Согдийские купцы и их семьи, живущие в таких городах, как Чанъань, Лоян и Сянъян, обычно строили зороастрийские храмы, как только их местные общины становились больше, чем 100 домашних хозяйств. Согдийцы также были ответственны за распространение манихейства в Танском Китае и Уйгурском каганате. Уйгуры построили первый манихейский монастырь в Китае в 768 году, однако в 843 году танское правительство распорядилось конфисковать имущество всех манихейских монастырей в ответ на начало войны с уйгурами. С полным запретом на иностранные религии два года спустя манихейство было загнано в подполье и больше никогда не процветало в Китае.

### Досуг
Гораздо больше, чем в более ранние периоды, эпоха Тан славилась временем, отведённым для досуга, особенно для тех, кто принадлежал к высшим классам. Многие виды спорта на открытом воздухе и мероприятия были доступны во времена Тан, включая стрельбу из лука, охоту, конное поло, цуцзюй, петушиные бои, и даже перетягивание каната. Государственные служащие получали отпуск во время пребывания в должности. Чиновникам предоставлялось 30 выходных дней каждые три года для посещения своих родителей, если они проживали на расстоянии 1000 миль (1600 км), или 15 выходных дней, если родители проживали на расстоянии более 167 миль (269 км) (время в пути не включено). Чиновникам предоставлялось девять дней отпуска для свадьбы сына или дочери, а также пять, три или один выходной день для бракосочетания близких родственников (время в пути не включалось). Чиновники также получили в общей сложности три выходных дня для проведения обряда посвящения своего сына в мужчины, и ещё один выходной день на церемонию посвящения сына близкого родственника.
Традиционные китайские праздники, такие как китайский Новый год, праздник фонарей, праздник холодной пищи и другие, были универсальными праздниками. В столице Чанъань всегда было оживленное празднование, особенно в связи с праздником фонарей, поскольку правительство города отменяло ночной комендантский час на три дня подряд. Между 628 и 758 годами императорский престол даровал в общей сложности шестьдесят девять грандиозных карнавалов по всей стране, дарованных императором в случае особых обстоятельств, таких как важные военные победы, обильные урожаи после долгой засухи или голода, предоставление амнистий, назначение нового наследного принца и т. д. Для особого празднования в эпоху Тан, иногда готовились пышные и гигантские пиры, так как императорский двор имел штат сотрудников для приготовления пищи. Это включало приготовленный пир для 1100 старейшин Чанъаня в 664 году, пир для 3500 офицеров армии Небесной стратегии в 768 году и пир для 1200 женщин дворца и членов императорской семьи в 826 году.

### Кухня
Во времена более ранних Северных и Южных династий (420—589), а возможно и раньше, употребление чая (Camellia sinensis) стало популярным в Южном Китае. Чай рассматривался тогда не только как вкусный напиток, но и лекарство. Во времена династии Тан чай стал синонимом всего утончённого в обществе. Поэт Лу Тун (790—835) посвятил большую часть своих стихов любви к чаю. Автор VIII века Лу Юй (известный как Мудрец чая) даже написал трактат об искусстве пить чай, названный Ча цзин.
В древние времена китайцы выделили пять самых основных продуктов питания, известных как пять зёрен: кунжут, бобовые, пшеница, метельчатое просо и клейкое просо. Энциклопедист династии Мин Сун Инсин (1587—1666) отмечал, что рис не был включен в число пяти зёрен со времен легендарного и обожествлённого китайского мудреца Шэнь-нуна (существование которого, как писал Инсин, было «неопределённым делом») до 2-го тысячелетия до н. э., потому что земли с влажным климатом в Южном Китае, подходящим для выращивания риса, ещё не были полностью заселены и возделаны китайцами. Но Сун Инсин также отмечал, что в эпоху династии Мин семь десятых продовольствия гражданских лиц составлял рис. На самом деле, в эпоху Тан рис был не только самым важным продуктом питания в Южном Китае, но и стал популярным на Севере, который долгое время был центром Китая.
Во времена династии Тан пшеница сменила позицию проса и стала главной основной культурой. Как следствие, пшеничный жмых разделял значительное количество основного продукта Тана. Было четыре основных вида пирога: паровой пирог, варёный пирог, блин и пирог ху.
Приготовленный на пару пирог употребляли обычно как гражданские лица, так и аристократы. Как и руамо в современной китайской кухне, приготовленный на пару пирог обычно был начинён мясом и овощами. В Чанъане было много лавок и разносчиков, торгующих паровым пирогом, и его цена тоже была невысокой. Тайпин Гуанцзи записал гражданского жителя Чанъаня по имени Цзоу Луотуо, который был беден и «часто толкал свою тележку, продавая пареный пирог».
Варёный пирог был главным продуктом Северной династии, и он сохранил свою популярность в династии Тан. Определение здесь было очень широким, включая современный вонтон, лапшу и многие другие виды пищи, которые замачивают пшеницу в воде. Употребление варёного пирога рассматривалось как эффективный и популярный способ диетотерапии. В то время как аристократы предпочитали вонтон, гражданские обычно ели лапшу и суп из кусочков лапши, потому что процесс приготовления вонтона был тяжёлым и сложным.
Блин было трудно найти в Китае до эпохи Тан. Но уже в эпоху династии Тан блины начали приобретать популярность. В городах империи Тан также было много лавок, где продавали блины. История в Тайпине Гуанцзи записала, что купец в раннем Тан купил большой пустырь в Чанъани, чтобы открыть несколько лавок, торгующих блинами и клецками.
Пирог ху, что означает «иностранный пирог», был чрезвычайно популярен в Тан. Пирог ху был поджарен в духовке и покрыт кунжутом. Рестораны в Тан обычно рассматривали пирог ху как незаменимую еду в своём меню. Японский буддийский монах Эннин записал в летописи паломничества в Китай в поисках закона, что в то время пирог ху был популярен среди всех мирных жителей.
Во времена Тан в дополнение к уже перечисленным ингредиентам использовались такие продукты, как ячмень, чеснок, соль, репа, соевые бобы, груши, абрикосы, персики, яблоки, гранаты, джуб[уточнить], ревень, фундук, кедровые орехи, каштаны, грецкие орехи, ямс, таро и т. д. Среди различных видов мяса, которые употреблялись в пищу, были свинина, курица, баранина (особенно предпочитаемая на севере), морская выдра, медведь (которого было трудно поймать, но существовали рецепты для тушёного, варёного и маринованного медведя) и даже двугорбые верблюды. На юге вдоль побережья мясо из морепродуктов было по умолчанию самым распространённым, так как китайцы любили есть варёных медуз с корицей, сычуаньским перцем, кардамоном и имбирём, а также устриц с вином, жареных кальмаров с имбирём и уксусом, подковообразных и красных плавающих крабов, креветок и фугу, которых китайцы называли «речной поросёнок».

## Императоры эпохи Тан
| Храмовое имя                                                            | Личное имя                                  | Годы правления       | Девиз летоисчисления и годы |
| ----------------------------------------------------------------------- | ------------------------------------------- | -------------------- | --- |
| Исторически наиболее употребительна форма Тан + храмовое имя            |                                             |                      | |
| Династия Тан (618—690)                                                  |                                             |                      | |
| Гао-цзу 高祖 Gāozǔ                                                      | Ли Юань 李淵 Lǐ Yuān                        | 618—626              | - Удэ (武德 Wǔdé) 618—626 |
| Тай-цзун 太宗 Tàizōng                                                   | Ли Шиминь 李世民 Lǐ Shìmín                  | 627—649              | - Чжэньгуань (貞觀 Zhēnguān) 627—649 |
| Гао-цзун 高宗 Gāozōng                                                   | Ли Чжи 李治 Lǐ Zhì                          | 650—683              | - Юнхуэй (永徽 Yǒnghūi) 650—655 - Сяньцин (顯慶 Xiǎnqìng) 656—661 - Луншо (龍朔 Lóngshuò) 661—663 - Линьдэ (麟德 Líndé) 664—665 - Цяньфэн (乾封 Qiánfēng) 666—668 - Цзунчжан (總章 Zǒngzhāng) 668—670 - Сяньхэн (咸亨 Xiánhēng) 670—674 - Шанъюань (上元 Shàngyuán) 674—676 - Ифэн (儀鳳 Yífèng) 676—679 - Тяолу (調露 Tiáolù) 679—680 - Юнлун (永隆 Yǒnglóng) 680—681 - Кайяо (開耀 Kāiyào) 681—682 - Юнчунь (永淳 Yǒngchún) 682—683 - Хундао (弘道 Hóngdào) 683 |
| Чжун-цзун 中宗 Zhōngzōng                                                | Ли Сянь 李顯 Lǐ Xiǎn или Ли Чжэ 李哲 Lǐ Zhé | 684 и (705—710)      | - Сышэн (嗣聖 Sìshèng) 684 |
| Жуй-цзун 睿宗 Rùizōng                                                   | Ли Дань 李旦 Lǐ Dàn                         | 684—690 и (710—712)  | - Вэньмин (文明 Wénmíng) 684 - Гуанчжай (光宅 Guāngzhái) 684 - Чуйгун (垂拱 Chúigǒng) 685—688 - Юнчан (永昌 Yǒngchāng) 689 - Цзайчу (載初 Zàichū) 690 |
| Династия Чжоу (690—705)                                                 |                                             |                      | |
| Исторически наиболее употребительна форма семейное имя + посмертное имя |                                             |                      | |
| У Цзэтянь 武則天 Wǔ Zétiān (не является официальным храмовым именем)    | У Хоу 聖神 Shèng Shén                       | 690—705              | - Тяньшоу (天授 Tiānshòu) 690—692 - Жуи (如意 Rúyì) 692 - Чаншоу (長壽 Chángshòu) 692—694 - Яньцзай (延載 Yánzài) 694 - Чжэншэн (證聖 Zhèngshèng) 695 - Тяньцэваньсуй (天冊萬歲 Tiāncèwànsùi) 695—696 - Ваньсуйдэнфэн (萬歲登封 Wànsùidēngfēng) 696 - Ваньсуйтунтян (萬歲通天 Wànsùitōngtiān) 696—697 - Шэньгун (神功 Shéngōng) 697 - Шэнли (聖曆 Shènglì) 698—700 - Цзюши (久視 Jiǔshì) 700 - Дацзюй (大足 Dàjú) 701 - Чанъань (長安 Cháng'ān) 701—705           |
| Продолжение династии Тан (705—907)                                      |                                             |                      | |
| Чжун-цзун (中宗) (второе правление)                                     | Ли Сянь (李顯) или Ли Чжэ (李哲)            | (и 684) 705—710      | - Шэньлун (神龍Shénlóng) 705—707 - Цзинлун (景龍Jǐnglóng) 707—710 |
| посмертное имя Шао-ди 殤帝 Shàodì                                       | Ли Чунмао 李重茂 Lǐ Chóngmào                | 710                  | - Тайлун (唐隆 Tánglóng) 710 |
| Жуй-цзун 睿宗 Rùizōng                                                   | Ли Дань 李旦 Lǐ Dàn                         | (и 684—690), 710—712 | - Цзинъюнь (景雲Jǐngyún) 710—711 - Тайцзи (太極Tàijí) 712 - Яньхэ (延和Yánhé) 712 |
| Сюань-цзун 玄宗 Xuánzōng                                                | Ли Лунцзи 李隆基 Lǐ Lóngjī                  | 712—756              | - Сяньтянь (先天 Xiāntiān) 712—713 - Кайюань (開元 Kāiyuán) 713—741 - Тяньбао (天寶 Tiānbǎo) 742—756 |
| Су-цзун 肅宗 Sùzōng                                                     | Ли Хэн 李亨 Lǐ Hēng                         | 756—762              | - Чжидэ (至德 Zhìdé) 756—758 - Цяньюань (乾元 Qiányuán) 758—760 - Шанъюань (上元 Shàngyuán) 760—761 |
| Дай-цзун 代宗 Dàizōng                                                   | Ли Ю 李豫 Lǐ Yù                             | 762—779              | - Баоин (寶應 Bǎoyìng) 762—763 - Гуандэ (廣德 Guǎngdé) 763—764 - Юнтай (永泰 Yǒngtài) 765—766 - Дали (大曆 Dàlì) 766—779 |
| Дэ-цзун 德宗 Dézōng                                                     | Ли Ко 李适 Lǐ Guā                           | 780—805              | - Цзяньчжун (建中 Jiànzhōng) 780—783 - Синъюань (興元 Xīngyuán) 784 - Чжэньюань (貞元 Zhēnyuán) 785—805 |
| Шунь-цзун 順宗 Shùnzōng                                                 | Ли Сун 李誦 Lǐ Sòng                         | 805                  | - Юнчжэнь (永貞 Yǒngzhēn) 805 |
| Сянь-цзун 憲宗 Xiànzōng                                                 | Ли Чунь 李純 Lǐ Chún                        | 806—820              | - Юаньхэ (元和 Yuánhé) 806—820 |
| Му-цзун 穆宗 Mùzōng                                                     | Ли Хэн 李恆 Lǐ Héng                         | 821—824              | - Чанцин (長慶 Chángqìng) 821—824 |
| Цзин-цзун 敬宗 Jìngzōng                                                 | Ли Чжань 李湛 Lǐ Zhàn                       | 824—826              | - Баоли (寶曆 Bǎolì) 824—826 |
| Вэнь-цзун 文宗 Wénzōng                                                  | Ли Ан 李昂 Lǐ Áng                           | 826—840              | - Баоли (寶曆 Bǎolì) 826 - Дахэ (大和 Dàhé) или Тайхэ (Tàihé 太和) 827—835 - Кайчэн (開成 Kāichéng) 836—840 |
| У-цзун 武宗 Wǔzōng                                                      | Ли Янь 李炎 Lǐ Yán                          | 840—846              | - Хуэйчан (會昌 Hùichāng) 841—846 |
| Сюань-цзун 宣宗 Xuānzōng                                                | Ли Чэнь 李忱 Lǐ Chén                        | 846—859              | - Дачун (大中 Dàchōng) 847—859 |
| И-цзун 懿宗 Yìzōng                                                      | Ли Цуй 李漼 Lǐ Cǔi                          | 859—873              | - Дачун (大中 Dàchōng) 859 - Сяньтун (咸通 Xiántōng) 860—873 |
| Си-цзун 僖宗 Xīzōng                                                     | Ли Сюань 李儇 Lǐ Xuān                       | 873—888              | - Сяньтун (咸通 Xiántōng) 873—874 - Цяньфу (乾符 Qiánfú) 874—879 - Гуанмин (廣明 Guǎngmíng) 880—881 - Чжунхэ (中和 Zhōnghé) 881—885 - Гуанци (光啟 Guāngqǐ) 885—888 - Вэньдэ (文德 Wéndé) 888 |
| Чжао-цзун 昭宗 Zhāozōng                                                 | Ли Е 李曄 Lǐ Yè                             | 888—904              | - Лунцзи (龍紀 Lóngjì) 889 - Дашунь (大順 Dàshùn) 890—891 - Цзинфу (景福 Jǐngfú) 892—893 - Цяньнин (乾寧 Qiánníng) 894—898 - Гуанхуа (光化 Guānghuà) 898—901 - Тяньфу (天復 Tiānfù) 901—904 - Тянью (天佑 Tiānyòu) 904 |
| посмертное имя Ай-ди 哀帝 Āidì или Чжао Сюань-ди 昭宣帝 Zhāoxuāndì      | Ли Чжу 李柷 Lǐ Zhù                          | 904—907              | - Тянью (天佑 Tiānyòu) 904—907 |